# Kalle Anka som Caruso
Kalle Anka som Caruso (även Kalle Anka som sångare) (engelska: Donald's Dilemma) är en amerikansk animerad kortfilm med Kalle Anka från 1947.

## Handling
Kalle Anka är ute på promenad med Kajsa Anka och får en blomkruka i huvudet som fallit ner från en skyskrapa. När han sedan vaknar upp tror han att han är en bra sångare och glömmer bort sin älskade Kajsa för att istället bli stjärna. I sin förtvivlan söker Kajsa hjälp av en psykiater för att få tillbaka den gamle Kalle.

## Om filmen
Filmen hade svensk premiär Annandag jul 1948 på biografen Spegeln i Stockholm.
Filmen finns sedan 2005 dubbad till svenska.

## Rollista
| Roll       | Originalröst    | Svensk röst     |
| Kalle Anka | Clarence Nash   | Andreas Nilsson |
| Kajsa Anka | Gloria Blondell | Åsa Jonsson     |